# Peter Müller (Basketballtrainer)
Peter Müller (* um 1950 in Bamberg) ist ein deutscher Basketballtrainer und -spieler.

## Leben
Der gebürtige Bamberger Müller gehörte als Spieler zur Mannschaft des 1. FC Bamberg, der 1970 der Aufstieg in die Basketball-Bundesliga gelang. Nach dem Sprung in die Bundesliga gehörte er in der höchsten deutschen Spielklasse ebenfalls zum Bamberger Aufgebot.
Als Trainer führte er den Bamberger Nachwuchs im Jahr 1972 zum Gewinn der Süddeutschen Meisterschaft. Des Weiteren betreute er die Jugendauswahl Bayerns. 1973 trat er das Traineramt beim Post SV Bayreuth an. Er war für seine anstrengenden Konditionseinheiten bekannt, mit denen er seine Spieler in der Saisonvorbereitung in Form brachte. Müller führte Bayreuth 1975 in die neugegründete 2. Bundesliga Süd und 1976 in die Basketball-Bundesliga. Im Dezember 1977 half er neben seiner Aufgabe als Trainer in einer Partie gegen Heidelberg als Spieler aus, nachdem in der Mannschaft aufgrund vieler persönlicher Fouls ein Personalmangel entstanden war. Er blieb bis 1978 Bayreuther Trainer. Im Anschluss an das vorletzte Spiel der Saison 1977/78 entkam er nur knapp einem Unglück, als nach der Partie seiner Bayreuther Mannschaft in Gießen die an der Decke befestigte Korbanlage hochgefahren wurde, sich dabei das Brett löste und knapp neben Müller auf den Boden fiel.
Ab 1979 bildete er mit „Pablo“ Hartmann das Trainergespann der Bamberger Mannschaft, die mittlerweile in der 2. Basketball-Bundesliga antrat. Der Wiederaufstieg in die erste Liga wurde in der Saison 1979/80 knapp verfehlt, auch im zweiten Jahr unter dem Trainerduo Müller/Hartmann langte es nicht zur Rückkehr ins „Oberhaus“.